# Hexatoma (Eriocera) perlongata
Hexatoma (Eriocera) perlongata is een tweevleugelige uit de familie steltmuggen (Limoniidae). De soort komt voor in het Oriëntaals gebied.